# Jezerišće
Jezerišće is een plaats in de gemeente Đurmanec in de Kroatische provincie Krapina-Zagorje. De plaats telt 136 inwoners (2001).